# Vad veta väl männen?
Pour plus de détails, voir Fiche technique et Distribution.
Vad veta väl männen? (traduction littérale : « Que savent les hommes ? ») est un film suédois réalisa par Edvin Adolphson, sorti en 1933.

## Synopsis
Margit, une jeune fille d'une ville provinciale de Suède, tombe amoureuse d'un voyageur de commerce, qui l'abandonne alors qu'elle est enceinte. Elle choisit de faire face à la colère de son père et à la pression sociale, et de garder l'enfant.

## Fiche technique
- Titre : Vad veta väl männen?
- Titre anglais : What Do Men Know?
- Réalisation : Edvin Adolphson
- Scénario : Edvin Adolphson, Hanns H. Fischer, Gösta Stevens
- Producteur : Stellan Claësson
- Photographie : Julius Jaenzon
- Montage : Rolf Husberg
- Musique : Sonja Sahlberg, Jules Sylvain
- Société de production : Svensk Filmindustri
- Durée : 97 minutes
- Date de sorte : 26 décembre 1933

## Distribution
- Anders de Wahl : Hjalmar Björklund
- Birgit Tengroth : Margit Björklund
- Håkan Westergren : Gösta Bergman
- Tore Svennberg : Uncle Björnbom
- Margit Manstad : Annie Kron
- Harry Roeck Hansen : Fritz Hellberg
- Nils Wahlbom : Blomkvist
- Constance Gibson : Mrs. Blomkvist
- Marianne Löfgren : Gertrud Blomkvist
- Gull Natorp : Mrs. Holm
- Hilda Borgström : Hedvig
- Emmy Albiin : Old Woman
- Wiktor Andersson : Barker
- Helga Brofeldt : Sales woman
- Martha Colliander : Alma Wickel
- Emil Fjellström : Postman
- Erik Forslund : 	Waiter
- Knut Frankman : Clerk
- Anna-Lisa Fröberg : 	Mrs. Möller
- Wictor Hagman : Shop assistant
- Richard Lund : 	Director Abraham
- Anna Olin : vendeuse
- Hjalmar Peters : Mr. Norén
- Albert Ståhl : Mr. Möller
- Ruth Weijden : vendeuse